# Arisaema negishii
Arisaema negishii är en kallaväxtart som beskrevs av Tomitaro Makino. Arisaema negishii ingår i släktet Arisaema och familjen kallaväxter. Inga underarter finns listade.